# Giannantonio Selva
Giannantonio Selva, también Gian Antonio (Venecia, 2 de septiembre de 1751 - Venecia, 22 de enero de 1819) fue un arquitecto italiano importante exponente del neoclasicismo del Véneto. 

## Biografía

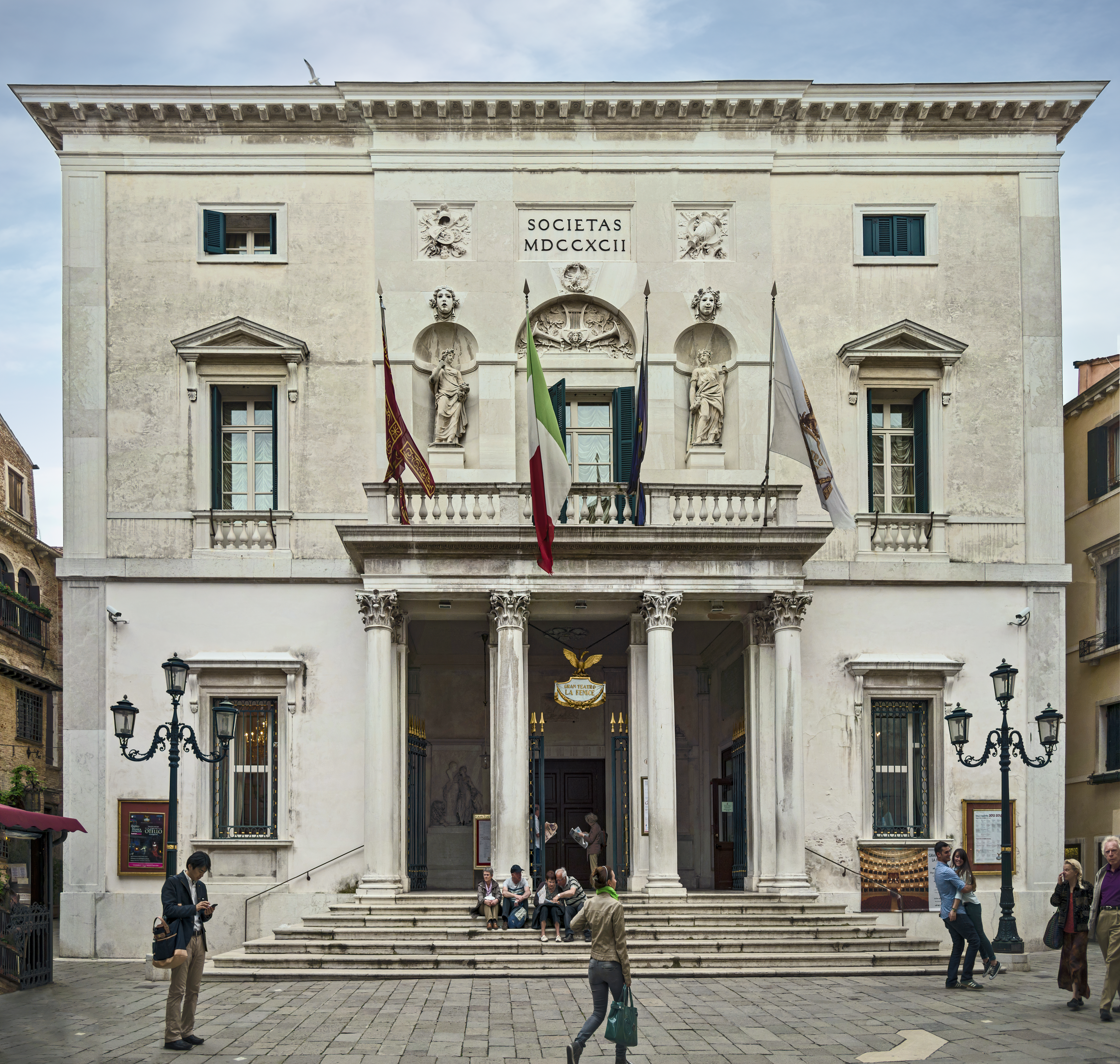
Teatro La Fenice, fachada, Venecia (fue reconstruido dos veces tras los incendios de 1836 y 1996)

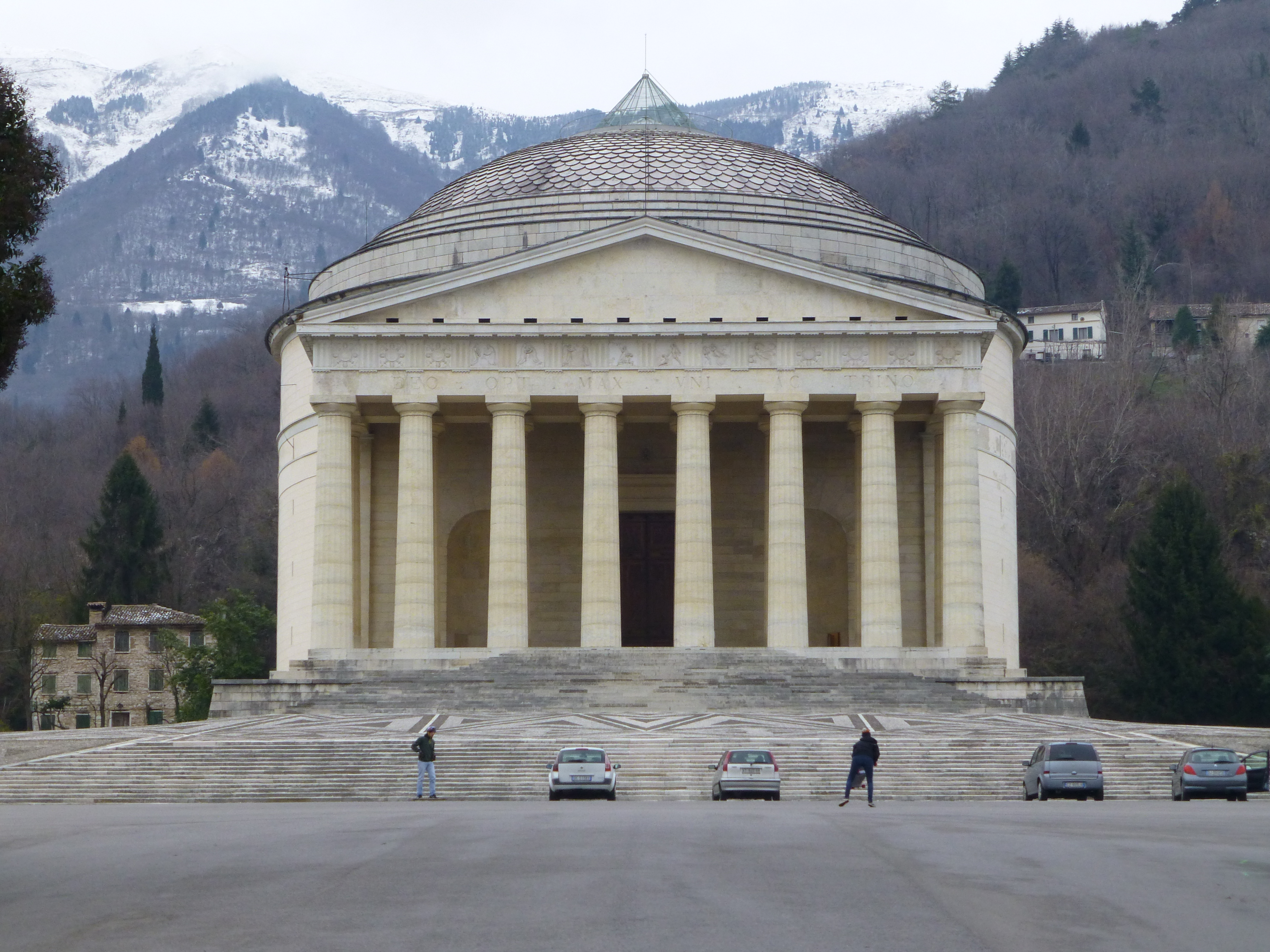
Fachada del Templo Canoviano en Possagno (1819-1830), obra del escultor Canova con la supervisión técnica de Selva, considerada uno de las mejores obra del neoclasicismo en el Véneto.

Giannantonio Selva nació en Venecia, hijo de Lorenzo Selva, óptico y científico. Estudió arquitectura en su ciudad natal y fue alumno de Tommaso Temanza. Visitó Roma (donde conoció al escultor Antonio Canova), Londres y París, y viajó a Bélgica y los Países Bajos (1778-1781). Fue titular de la cátedra de arquitectura en la Academia de Bellas Artes de Venecia y, como arquitecto, tuvo una carrera exitosa. Trabajó principalmente en su región natal, convirtiéndose en el más famoso de los arquitectos de Venecia en el cambio del siglo XVIII al XIX.
Sus obras estuvieron influenciadas por las lecciones del Neoclasicismo, aunque denotan un estilo todavía anclado en la tradición. Los primeros trabajos desarrollan un neo-palladianismo simplificado, como en el Teatro La Fenice (1792, considerado su mejor trabajo). Solamente más tarde se volvió al Neoclasicismo de una manera más rigurosa, como en el caso de Duomo de Cologna Veneta. Sus edificios, de correcta proporción y basados en unos pocos temas, son tratados con gran competencia y tuvieron una relevancia más allá de la región.
Además de los preparativos efímeros para la entrada en la ciudad de Napoleón, durante la ocupación francesa, fue responsable de la implementación de una serie de jardines públicos y del cementerio municipal.
La amistad con Canova ha hecho que se le atribuya a Selva la autoría del  Templo Canoviano de Possagno,  feliz fusión entre el tema del Partenón y el Panteón, considerada por algunos como la obra maestra del neoclasicismo en el Véneto. También diseñó las iglesias de San Mauricio y del Nome di Gesù, luego terminada por su asistente Antonio Diedo.
Murió en Venecia en 1819.

### Obras
- 1783: Palacio Pisani de Lazzara, Padua
- 1784: Remodelación del Palazzo Smith Mangilli Valmarana, propiedad de Giuseppe Conte Mangilli, agregando los pisos superiores y redecorando los interiores, perfectamente conservados.
- 1783-1784: Palacio Erizzo, Venecia
- ca. 1790: Villa Manfrin detta Margherita en Sant'Artemio, cerca de Treviso
- 1790-1792: Gran Teatro La Fenice (destruido por dos incendios en 1836 y 1996 y luego reconstruido)
- 1794: Renovación del palazzo Dolfin Manin para el dogo Ludovico Manin, Venecia
- 1796: Palacio Dotti Vigodarzere, Padua
- 1798: Teatro Nuevo de Trieste, hoy Teatro Verdi, aunque la configuración exterior se debe a Matteo Pertsch
- 1802-1810: Teatro de la Sena de Feltre
- 1807-1810: Duomo de Cologna Veneta
- 1806: iglesia de San Mauricio Venecia
- ?-1834: Chiesa del Nome di Gesù, Venecia, finalizada por Antonio Diedo
- 1819-1830: Templo Canoviano en Possagno, aunque en este trabajo no es fácil distinguir la aportación de ideas de Canova de lo puramente técnico de Selva, que solamente supervisó el proyecto. Ninguno pudo ver el templo: Selva murió al comienzo de las obras y Canova en 1822. Las obras las finalizó el asistente de Selva, Antonio Diedo.
- Iglesia de Ampezzo
- proyecto de los Jardines del Castello y de la Giudecca, Venecia

Obras de Giannantonio Selva
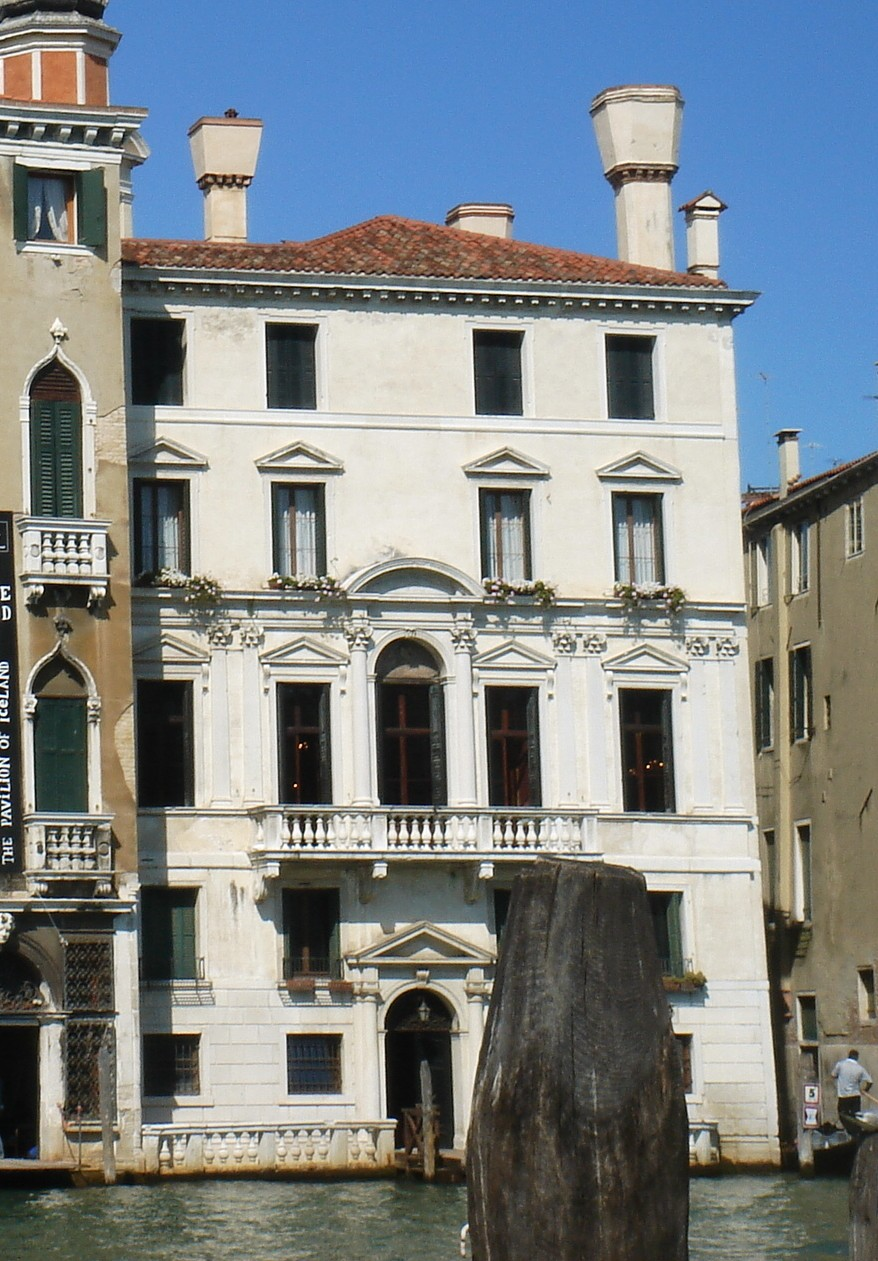
Renovación del Palazzo Smith Mangilli Valmarana (1784)
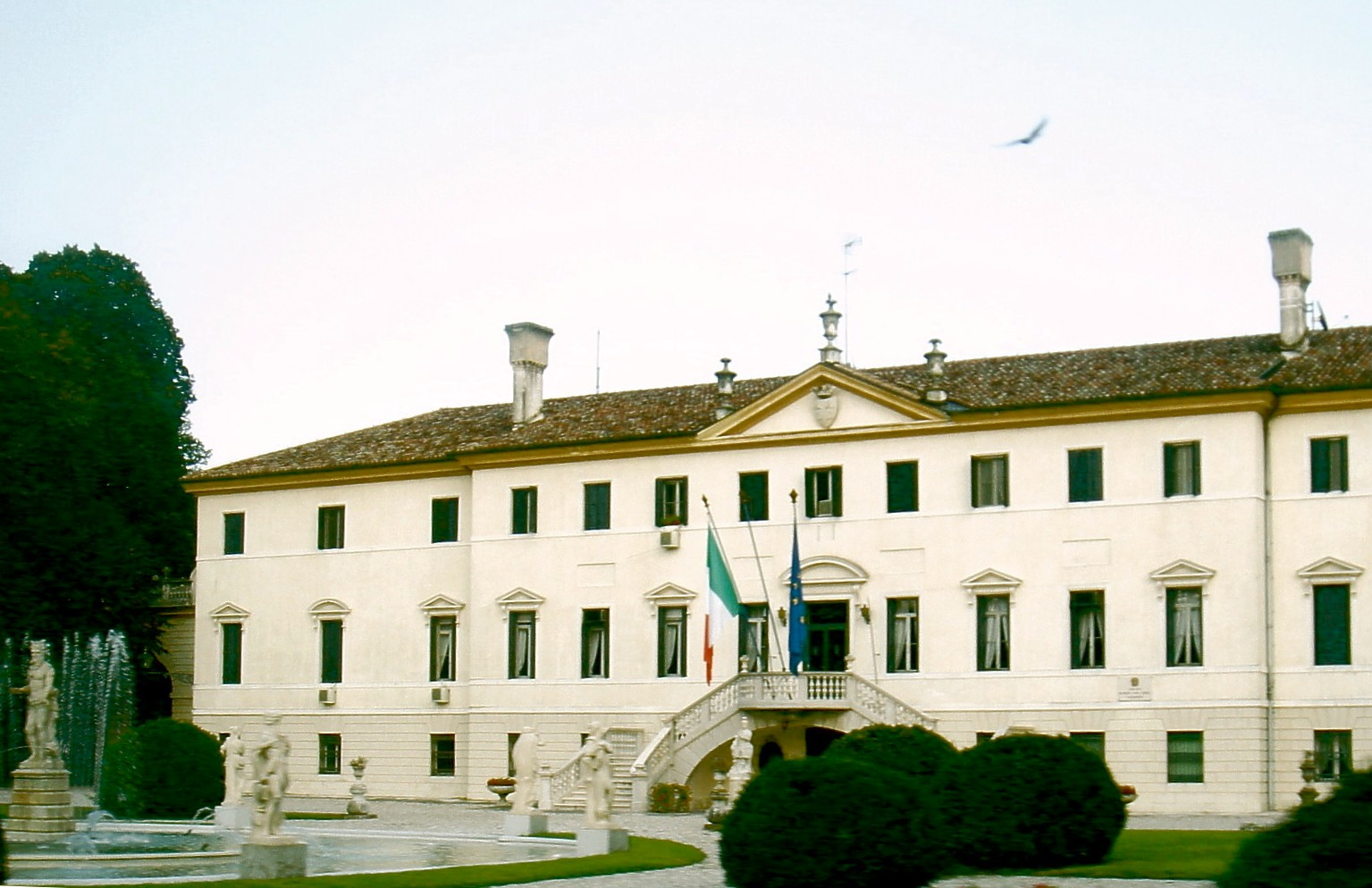
Villa Manfrin (ca. 1790)
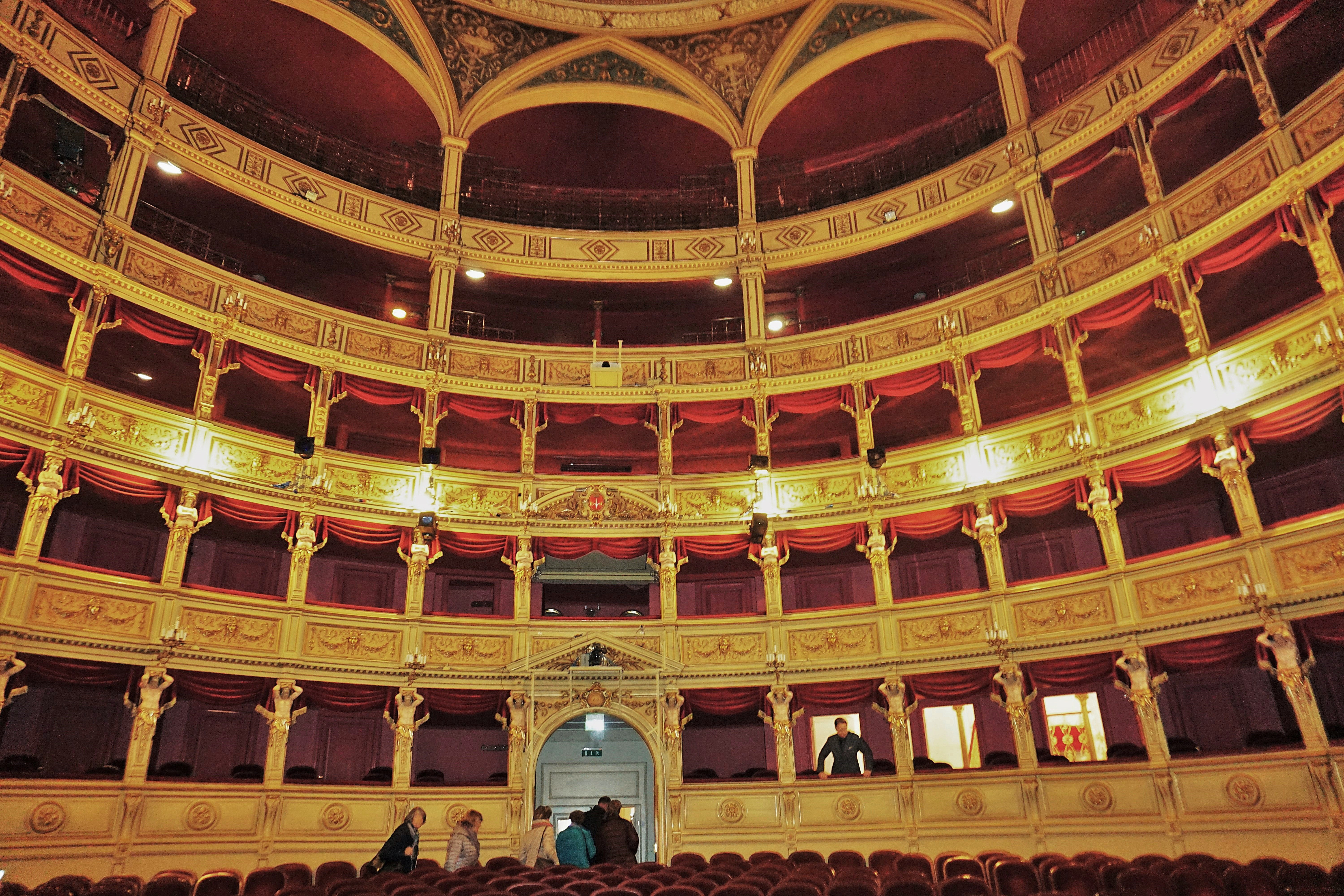
Interior del Teatro Verdi, Trieste (1798)
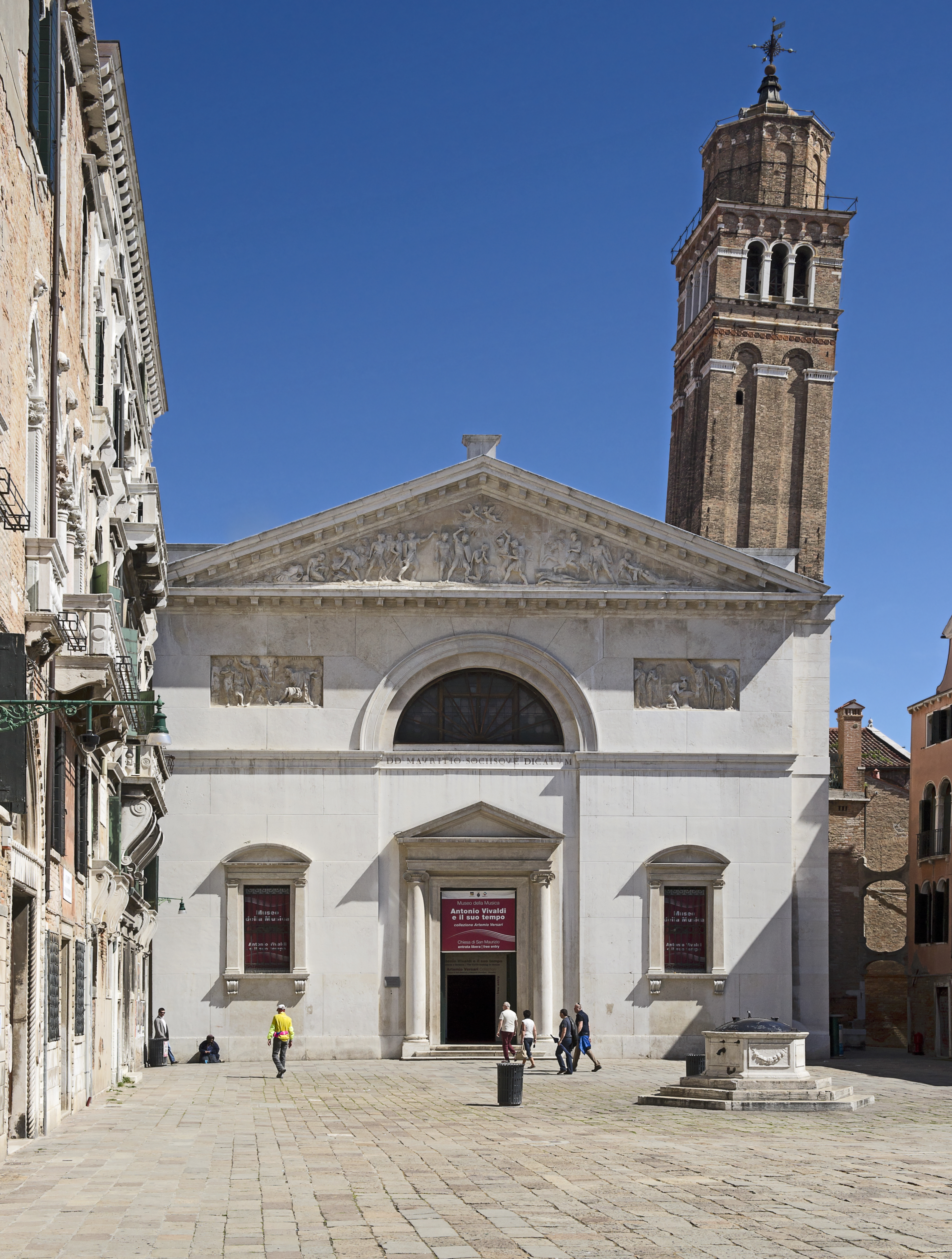
Iglesia de San Mauricio Venecia (1806)
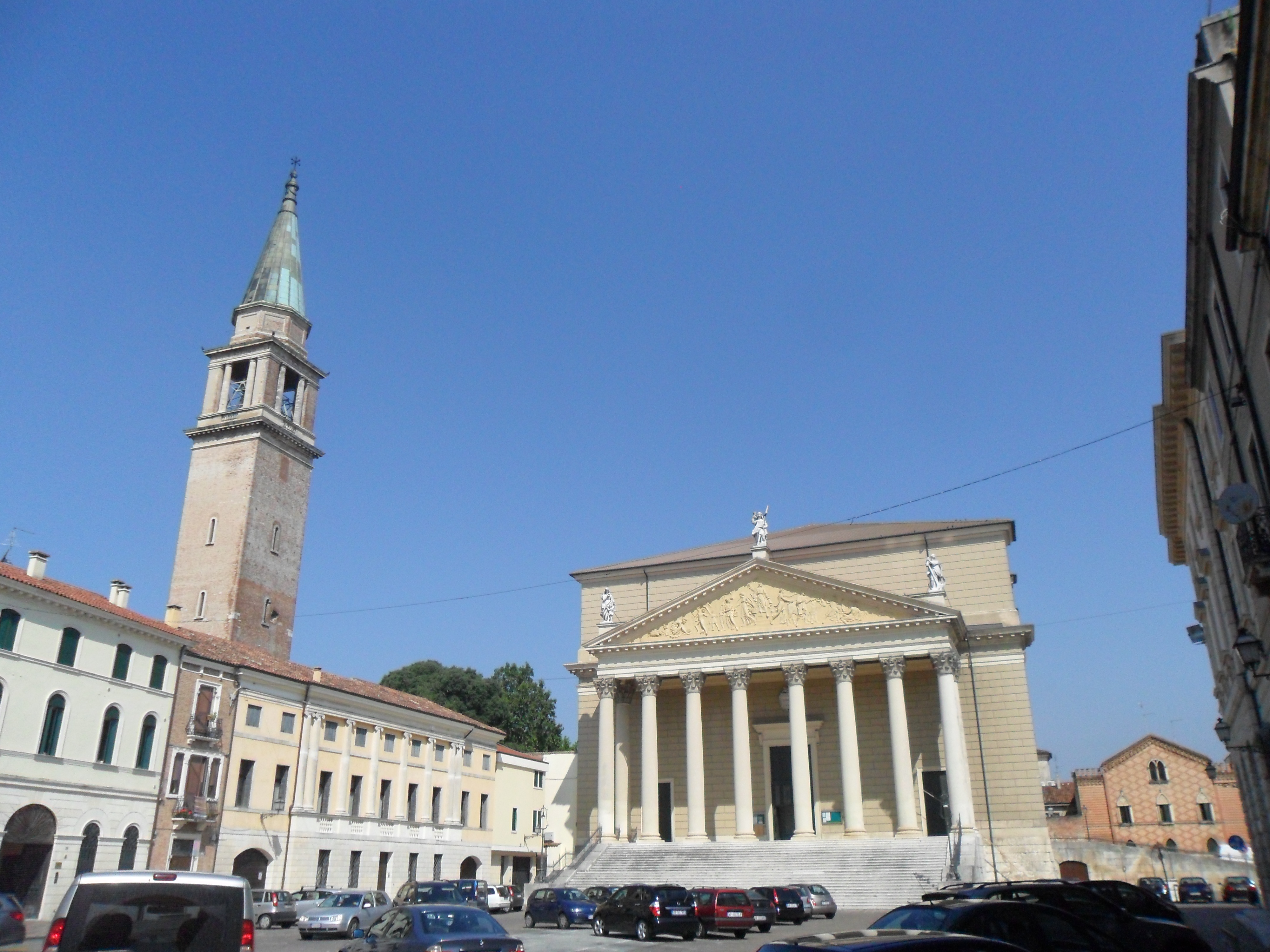
Duomo de Cologna Veneta (1807-1810)
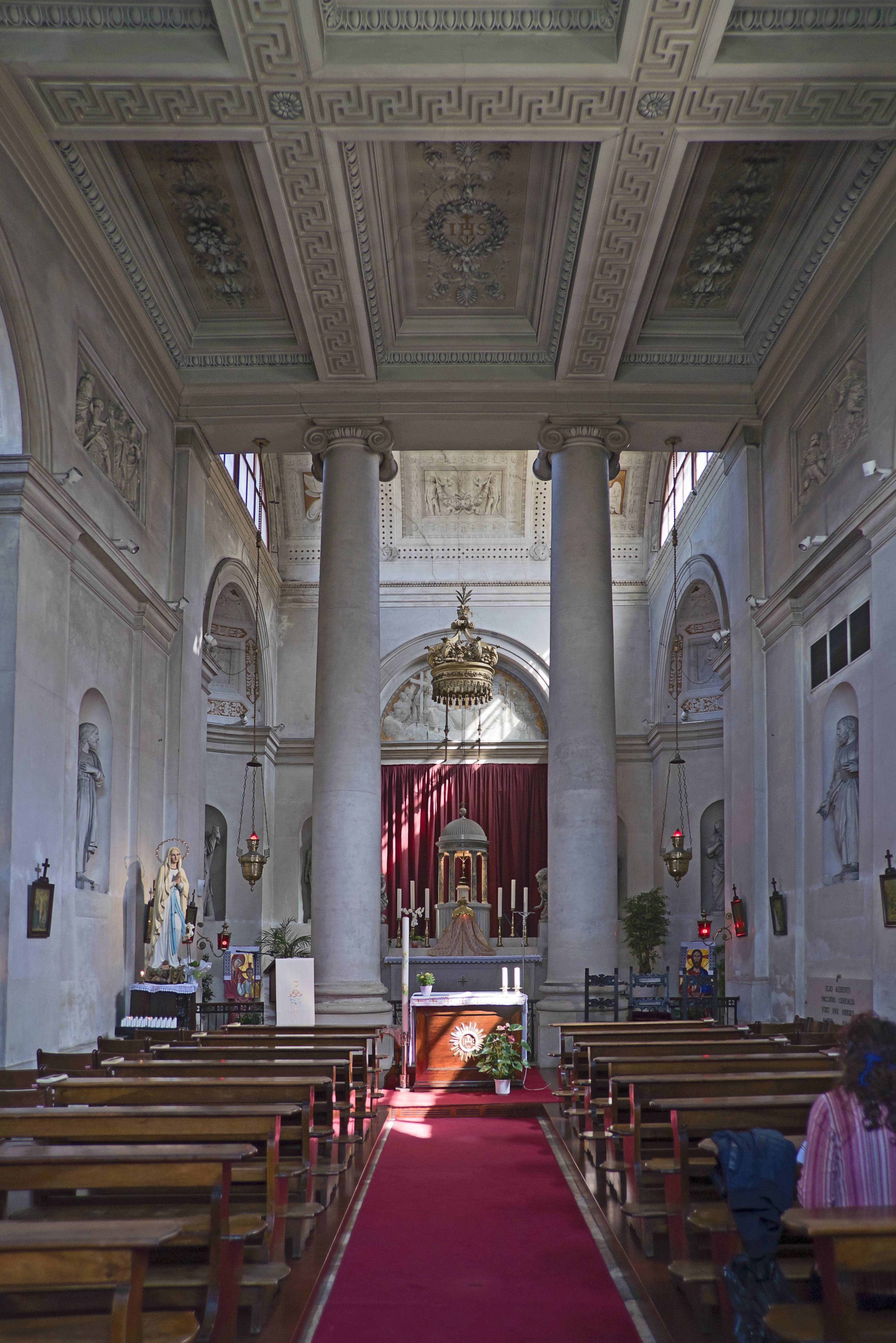
Iglesia del Nombre de Jesús, Venecia (1834)